# Werner Fritzsche
Werner Fritzsche (* im 20. Jahrhundert; † unbekannt) war deutscher Radrennfahrer.

## Sportliche Laufbahn
Fritzsche war im Straßenradsport und im Bahnradsport aktiv. Während des Zweiten Weltkriegs gewann er 1942 die Harzrundfahrt. 1947 gewann er den Großen Sachsen-Preis mit Werner Richter als Partner. Er startete in der DDR für den Verein BSG Motor Chemnitz-Siegmar, später für die BSG Diamant Chemnitz. Anfang der 1950er Jahre war er Mitglied der Nationalmannschaft im Straßenradsport der DDR. 1951 siegte er im traditionsreichen Eintagesrennen Rund um die Hainleite vor Georg Stoltze. Mit dem Großen Diamant-Preis holte er 1951 einen weiteren Sieg in einem Rennen mit langer Tradition. 1950 wurde er in der nationalen Meisterschaft im Mannschaftszeitfahren Dritter.
Auf der Bahn gewann er 1951 die Silbermedaille bei der nationalen Meisterschaft in der Mannschaftsverfolgung.

## Berufliches
Fritzsche arbeitete später als Trainer im Radsport. 1964 bis 1969 wurde er Trainer in Kambodscha und bereitete die Nationalmannschaft auf die Südostasienspiele und die Olympiade in Tokio vor.
In den 1980er Jahren war er als Trainer in Mexiko und als Dozent in Indien. Seine letzte Trainertätigkeit hatte er bis zum Ende der DDR in Tunesien, wo er auch da die Nationalmannschaft trainierte.